# Giro d'Italia de 1965
Giro d'Italia 1965 foi a quadragésima oitava edição da prova ciclística Giro d'Italia (Corsa Rosa), realizada entre os dias 15 de maio e 6 de junho de 1965.
A competição foi realizada em 22 etapas com um total de 4.151 km.
O vencedor foi o ciclista italiano Vittorio Adorni. Largaram 100 competidores, cruzaram a linha de chegada 81 corredores.